# Francesco Cassata
Francesco Cassata (ur. 16 lipca 1997 w Sarzanie) – włoski piłkarz występujący na pozycji pomocnika we włoskim klubie Genoa. Wychowanek Empoli, w trakcie swojej kariery grał także w takich zespołach, jak Juventus, Ascoli, Sassuolo oraz Frosinone. Młodzieżowy reprezentant Włoch.